# Rambergite
La rambergite è un minerale, dimorfo con l'alabandite.

## Etimologia
Il nome è in onore del mineralogista e petrologo svedese Hans Ramberg (1917-1998).